# Dynasty Warriors 4: Empires
Dynasty Warriors 4: Empires est un jeu vidéo de gestion et de beat them all créé par Koei. Il fait partie de la série Dynasty Warriors.

## Système de jeu
Le but principal du jeu est de conquérir tout l'est de la Chine durant l'époque féodale.
Au départ, il faut choisir un des nombreux personnages du jeu, possédant ses propres caractéristiques, et l'accompagner de 2 généraux gardes du corps. Ensuite, il faut choisir la politique de son empire (par exemple : accélérer une production d'objet, augmenter le niveau d'un objet ou d'un combattant, avoir de nouvelles technologies bénéfiques pour la guerre comme des chars de bois qui crachent du feu, des flèches enflammées ou même des sorcières...).
Avant un combat contre un autre seigneur, il faut choisir les généraux et officiers de votre armée qui participeront à la bataille.
Les batailles sont très bien réalisées et on peut faire beaucoup de choses comme prendre tous les camps ennemis, régénérer sa jauge de Musou (une attaque destructrice propre à chaque personnage du jeu) ou encore provoquer un ennemi en duel 1 contre 1. De plus, les attaques sont très nombreuses et différentes pour chaque personnage. On peut aussi utiliser l'arc avec un nombre de flèches limitées ainsi que monter à cheval ou sur un éléphant.
Le jeu possède aussi un mode multijoueurs jouable à 2 et comprenant plusieurs modes de jeu : mêlée (il faut éjecter du fort le maximum de soldats ennemis), un mode de "survie" (c'est dans une jungle il faut tuer plus d'ennemis que votre adversaire en évitant d'aller dans le marais empoisonné qui vous entoure), un mode où l'on doit simplement tuer plus d'ennemis que son adversaire (on peut aussi demander des renforts plus ou moins puissants) et un mode où l'on doit ramasser le maximum d'objets contenus dans des caisses dispersées dans la carte pour ensuite les vendre à un marchand qui se déplace : celui qui a vendu le plus d'objets gagne.
Enfin, le joueur peut aussi créer son propre personnage en lui choisissant son look et son arme.

## Accueil
- Famitsu : 32/40[1]